# 마이크로소프트 미디어 서버
마이크로소프트 미디어 서버(Microsoft Media Server, MMS)는 마이크로소프트의 사유 네트워크 스트리밍 프로토콜로, 윈도 미디어 서비스(이전 이름: 넷쇼 서비스)의 유니캐스트 데이터를 전송하는 데 쓰인다. MMS는 UDP나 TCP를 통해 전달할 수 있다. MMS 기본 포트는 UDP/TCP 1755이다.

## MMS 지원 프로그램
- 윈도 미디어 서비스
- 윈도우 미디어 플레이어
- 윈앰프
- 엠플레이어
- 카페인
- VLC 미디어 플레이어
- MiMMS
- 송버드
- mmsrip
- xine
- 플래시겟
- Hidownload
- 슈퍼

## 같이 보기
- 고급 시스템 포맷